# Rodamina B
La rodamina B è un indicatore e un colorante utilizzato in istologia.
A temperatura ambiente si presenta come un solido rosso quasi inodore. È un composto irritante, pericoloso per l'ambiente.